# Nathan Hindmarsh
Pour les articles homonymes, voir Hindmarsh.

a Compétitions nationales et continentales officielles uniquement.

b Matchs officiels uniquement.
Nathan Hindmarsh, né le 7 septembre 1979 à Bowral, est ancien un joueur de rugby à XIII australien évoluant au poste de deuxième ligne dans les années 1990 et 2000. Il a effectué toute sa carrière professionnelle aux Parramatta Eels depuis 1998. Titulaire dans ce club, il a pris part au City vs Country Origin du côté de Country ainsi qu'au State of Origin avec les New South Wales Blues. Enfin, il est sélectionné en équipe d'Australie pour la coupe du monde 2000 qu'il remporte et lors du Tournoi des Quatre Nations 2009 en Angleterre et en France.